# Ceriagrion moorei
Ceriagrion moorei là một loài chuồn chuồn kim trong họ Coenagrionidae.
Loài này được xếp vào nhóm Loài ít quan tâm trong sách Đỏ của IUCN năm 2006.
Ceriagrion moorei được Longfield miêu tả khoa học năm 1952.